# Florina Boenigh
Florina Boenigh (FdC) (* 21. Dezember 1894 in Wengaithen, Landkreis Allenstein; † 31. Januar 1956 in Prag-Pankraz) war eine deutsche römisch-katholische Ordensfrau und Märtyrin.

## Leben
Barbara Boenigh, fünftes von acht Kindern einer gut situierten Bauernfamilie, besuchte die Volksschule in Thomsdorf in Ostpreußen und arbeitete dann auf dem Hof der Eltern. 1913 holte sie sich Rat bei einer ihr bekannten Ordensfrau in Tyrnau und wurde 1914 Postulantin der Vinzentinerinnen (auch: Barmherzige Schwestern vom hl. Vinzenz von Paul) in der Slowakei (damals Königreich Ungarn). Als solche lernte sie Slowakisch und Ungarisch. 1919 legte sie die Ordensgelübde ab und erhielt den Ordensnamen Florina. Sie wirkte in Krankenhäusern, Altenheimen und Waisenhäusern in Tyrnau, Ladce, Kremnitz, Rosenberg,  Leutschau und ab 1948 in Neutra. Wegen Unterstützung angehender Untergrundpriester wurde sie am 22. November 1951 verhaftet, quälenden Verhören unterzogen und zu 15 Jahren Gefängnis verurteilt. Sie kam in das Gefängnis Pardubitz und am 24. Januar 1956 in das Gefängnis Pankrác in Prag. Dort starb sie nach einer Woche. Am 9. April 1991 wurde sie rehabilitiert.

## Gedenken
Die Römisch-katholische Kirche in Deutschland nahm Florina Boenigh als Märtyrin in das deutsche Martyrologium des 20. Jahrhunderts auf.